# 白滝政孝
白滝 政孝（しらたき まさたか、1949年1月11日 - ）は、奈良県大和郡山市出身の元プロ野球選手（外野手）。

## 来歴・人物
郡山高校では2年次の1965年、エースとして夏の県予選決勝に進出するが、外山義明・門田博光のいた天理高に敗れる。3年次の1966年には打力の良さから打者に転向し、4番・右翼手として紀和大会決勝で向陽高を破り、33年ぶりに夏の甲子園へ出場。2年生エース植村秀明を擁し、1回戦で小千谷高を降すが、2回戦では横浜一商の佐々木正雄（日大）と植村の投手戦となり、延長10回の熱戦の末に2-6で敗退した。
高校卒業後は1967年に関西大学へ進学し、関西六大学リーグでは1年上の久保田美郎、2年下の山口高志両投手を擁し、3年次の1969年春季から4季連続優勝を経験。白滝は3年からレギュラーとなり、5番打者として貴重な得点源であった。4年次の1970年には全日本大学野球選手権大会で決勝に進出するが、中京大に敗れる。リーグ通算63試合出場、215打数53安打、打率.247、6本塁打を記録。大学同期には杉政忠雄（西川物産）がいた。
大学卒業後は1971年に新日本製鐵広畑へ入社し、社会人1年目ながら3番を打つ。同年の都市対抗では、三菱自動車川崎の小川邦和（日本鋼管から補強）から本塁打を放つなど、佐々木恭介と共に中心打者として活躍。決勝では丸善石油の門田純良（愛媛相互銀行から補強）から7回に適時打を放ち、山中正竹（住友金属から補強）、三沢淳の継投で3年ぶりの優勝を飾った。チャンスに滅法強い打の立役者として都市対抗の優勝に貢献し、同年の第9回アジア野球選手権大会日本代表にも選出される。成績は136打数39安打の打率.289、3本塁打、16打点をマークし、投の三沢、打の白滝といわれ、主力として活躍。毎夜素振りをしないと寝られないというほどの野球の虫で、両手の掌にはバットによるマメが出来ていた。
同年のドラフト3位で中日ドラゴンズに入団し、1年目の1972年は、9月に2番・右翼手として2試合に先発出場。2年目の1973年には二軍でウエスタン・リーグ本塁打王、1975年に首位打者、1976年にも2度目の本塁打王を獲得したが、一軍ではあまり活躍できなかった。1976年オフに芝池博明との交換トレードで近鉄バファローズへ移籍し、近鉄では代打として好成績をあげ、1977年から1980年には各年3～4試合に先発出場を果たし、1977年から1979年には3年連続打率3割をマーク。1978年6月8日の日本ハム戦（後楽園）では7回無死1、2塁での場面で見事、間柴茂有から決勝の3ラン本塁打を放つ。カウント2-0からの3球目で、自身唯一の本塁打となった。試合後、白滝は「1球遊んでくるなんて全然考えてなかった。もうどうでもいいと、やけっぱちで振ったんですよ。これが風にのってくれたんですねぇ。ラッキーでした」と興奮気味に語った。1980年のシーズン後半には打撃不振もあって出場機会が減少し、同年限りで現役を引退。

## 詳細情報

### 年度別打撃成績
| 年 度     | 球 団     | 試 合 | 打 席 | 打 数 | 得 点 | 安 打 | 二 塁 打 | 三 塁 打 | 本 塁 打 | 塁 打 | 打 点 | 盗 塁 | 盗 塁 死 | 犠 打 | 犠 飛 | 四 球 | 敬 遠 | 死 球 | 三 振 | 併 殺 打 | 打 率 | 出 塁 率 | 長 打 率 | O P S |
| --------- | --------- | ----- | ----- | ----- | ----- | ----- | -------- | -------- | -------- | ----- | ----- | ----- | -------- | ----- | ----- | ----- | ----- | ----- | ----- | -------- | ----- | -------- | -------- | ----- |
| 1972      | 中日      | 3     | 7     | 7     | 0     | 1     | 0        | 0        | 0        | 1     | 0     | 0     | 0        | 0     | 0     | 0     | 0     | 0     | 2     | 0        | .143  | .143     | .143     | .286  |
| 1973      | 中日      | 6     | 1     | 1     | 0     | 1     | 0        | 0        | 0        | 1     | 1     | 0     | 0        | 0     | 0     | 0     | 0     | 0     | 0     | 0        | 1.000 | 1.000    | 1.000    | 2.000 |
| 1974      | 中日      | 6     | 2     | 1     | 2     | 0     | 0        | 0        | 0        | 0     | 0     | 0     | 0        | 1     | 0     | 0     | 0     | 0     | 0     | 0        | .000  | .000     | .000     | .000  |
| 1976      | 中日      | 6     | 5     | 5     | 0     | 1     | 0        | 0        | 0        | 1     | 0     | 0     | 0        | 0     | 0     | 0     | 0     | 0     | 2     | 0        | .200  | .200     | .200     | .400  |
| 1977      | 近鉄      | 13    | 21    | 20    | 2     | 6     | 1        | 0        | 0        | 7     | 3     | 0     | 0        | 0     | 0     | 1     | 0     | 0     | 5     | 0        | .300  | .333     | .350     | .683  |
| 1978      | 近鉄      | 12    | 22    | 19    | 1     | 6     | 1        | 0        | 1        | 10    | 7     | 0     | 0        | 0     | 0     | 3     | 0     | 0     | 3     | 0        | .316  | .409     | .526     | .935  |
| 1979      | 近鉄      | 28    | 34    | 33    | 7     | 10    | 2        | 0        | 0        | 12    | 5     | 1     | 1        | 0     | 0     | 1     | 0     | 0     | 4     | 0        | .303  | .324     | .364     | .687  |
| 1980      | 近鉄      | 34    | 19    | 17    | 3     | 2     | 0        | 0        | 0        | 2     | 0     | 0     | 0        | 1     | 0     | 1     | 0     | 0     | 2     | 1        | .118  | .167     | .118     | .284  |
| 通算：8年 | 通算：8年 | 108   | 111   | 103   | 15    | 27    | 4        | 0        | 1        | 34    | 16    | 1     | 1        | 2     | 0     | 6     | 0     | 0     | 18    | 1        | .262  | .303     | .330     | .633  |

### 背番号
- 36 （1972年 - 1980年）